# Typhlonannolene adaptus
Typhlonannolene adaptus är en mångfotingart som beskrevs av Chamberlin 1923. Typhlonannolene adaptus ingår i släktet Typhlonannolene och familjen Pseudonannolenidae. Inga underarter finns listade i Catalogue of Life.